# It Takes a Thief (album)
It Takes a Thief è il primo album di Coolio, pubblicato nel 1994.

## Tracce
1. Fantastic Voyage
2. County Line
3. Mama I'm in Love Wit a Gangsta (feat. LeShaun)
4. Hand on My Nutsac
5. Ghetto Cartoon
6. Smokin' Stix
7. Can-O-Corn
8. U Know Hoo! (feat. WC)
9. It Takes a Thief
10. Bring Back Somethin Fo da Hood
11. N da Closet
12. On My Way to Harlem
13. Sticky Fingers
14. Thought You Knew
15. Ugly Bitches
16. I Remember (feat. J-Ro and Billy Boy)